# 尼泊爾邁氏鮡
尼泊爾邁氏鮡，為輻鰭魚綱鯰形目鮡科的其中一種，為溫帶淡水魚類，分布於亞洲尼泊爾淡水流域，體長可達7.3公分，棲息在山區急流底層水域，生活習性不明。